# Le Gendarme se marie
Série du Gendarme de Saint-Tropez
Le Gendarme à New York
(1965) Le Gendarme en balade
(1970)
Pour plus de détails, voir Fiche technique et Distribution.
Le Gendarme se marie est un film comique italo-français réalisé par Jean Girault, sorti en 1968. Il s'agit du troisième des films du Gendarme de Saint-Tropez.
Après le succès rencontré par Le Gendarme de Saint-Tropez en 1964 et Le Gendarme à New York l'année suivante, une suite est naturellement lancée. Le film raconte les mésaventures du gendarme Ludovic Cruchot de la brigade de Saint-Tropez, qui noue une idylle avec Josépha, veuve d'un colonel de gendarmerie, laquelle place en lui de grandes ambitions, par la suite sources d'affrontements avec son supérieur l'adjudant Gerber. Le scénario permet à Louis de Funès d'explorer le genre de la comédie romantique, tout en étant plus fielleux que jamais.
Dans ce film, la brigade est composée de Louis de Funès, Michel Galabru, Jean Lefebvre, Christian Marin et du duo Grosso et Modo. Nicole, la fille de Cruchot, est incarnée par Geneviève Grad pour la dernière fois. France Rumilly réapparaît en religieuse. Claude Gensac est introduite dans le rôle de Josépha, s'installant comme l'épouse attitrée des personnages de Louis de Funès. Le tournage a lieu à Saint-Tropez et ses alentours ainsi qu'aux studios de Billancourt ; il est perturbé par une longue grève déclenchée par les événements de mai 68.
Malgré un accueil partagé de la critique, dénonçant la trop grande place prise par la vedette au détriment de ses partenaires, le film est un triomphe commercial avec 6,8 millions d'entrées en France. Un quatrième film, Le Gendarme en balade, voit le jour en 1970, suivi de deux autres au tournant des années 1980.

## Synopsis

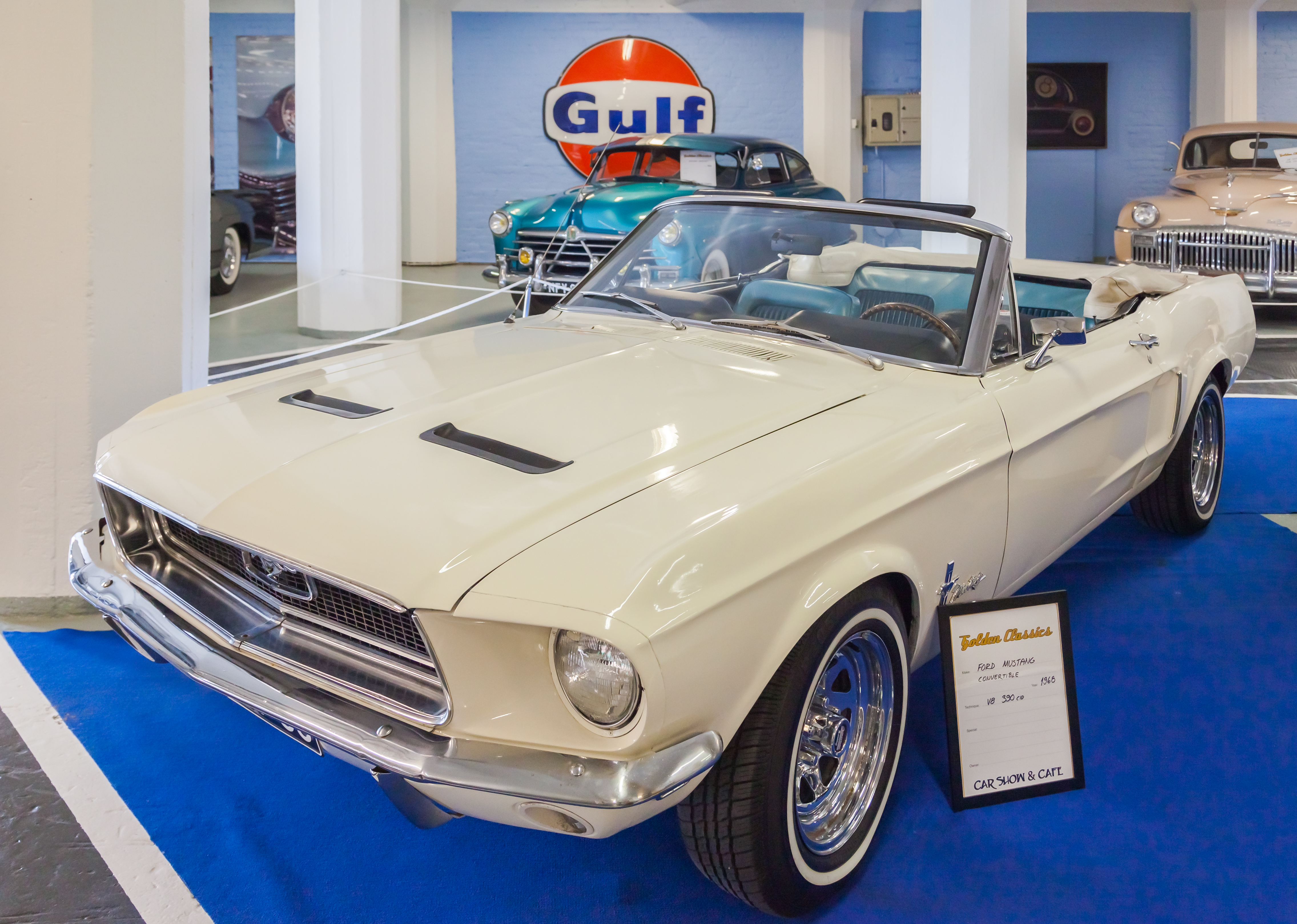
Le modèle de Ford Mustang 1968 Cabriolet, de Josépha jouée par Claude Gensac.

Le film débute un 1er juillet, date traditionnelle de départ en vacances en France.
Le maréchal des logis-chef Cruchot se voit confier une mission d'envergure afin de traquer les chauffards et les verbaliser. Cette opération va s'avérer pleine de surprises et d'imprévus notamment celui qui termine l'opération par la poursuite d'une conductrice se souciant peu des règles du code de la route et conduisant sa Ford Mustang décapotable avec fougue. Cette poursuite se terminera devant la gendarmerie de Saint-Tropez. La pimpante veuve du colonel de gendarmerie Lefrançois, Josépha, est l'intrépide conductrice de la belle décapotable. Elle vient se faire connaitre à la gendarmerie du lieu de son séjour estival et est accueillie fort civilement par l'adjudant Gerber, qui doit s'absenter provisoirement. Cruchot arrivant sur ces entrefaites, tombe nez à nez avec la « chauffarde » dont il ignore l'identité et en profite pour la sermonner, puis la verbaliser. Mais au retour de son supérieur, qui lui fait aussitôt prendre conscience de sa méprise, il se verra remis très sérieusement à sa place et devra se faire tout petit face à cette superbe femme aux relations puissantes. Le « coup de foudre » s'opère aussitôt, d'autant que Josépha est ravie de faire la connaissance de la toute petite fille de Cruchot, Nicole, qui en réalité s'avérera nettement plus grande…
Bientôt, celle-ci n'hésite pas à pousser son nouvel amant à prendre du galon, en l'incitant à préparer le concours d'adjudant-chef, avec la complicité de Nicole. Il se verra soumis à un régime sévère garant d'un incontestable succès, au grand dam de l'adjudant Gerber qui vise lui aussi l'avancement.
Cruchot réussit l'examen et est promu adjudant-chef au regret de Gerber. Mais le règne de Cruchot prendra vite fin lorsqu'on apprend qu'il y a eu une erreur dans les résultats et c'est Gerber qui obtient le grade d'adjudant-chef. Celui-ci compte bien prendre sa revanche sur Cruchot.
Pendant ce temps, Fredo le Boucher, un dangereux bandit s'évade (il s'était glissé dans un cours de danse où se trouvait Cruchot pour essayer d'échapper aux gendarmes. Cruchot, ne voulant pas être vu par ses hommes et ne reconnaissant pas tout de suite le bandit, tente de s'échapper avec lui mais finit par aider ses hommes à le capturer). Désireux de se venger de Cruchot, il utilise Josépha comme appât pour l'attirer mais c'est Gerber qui répond à l'appel à la suite d'une erreur. Fredo tente alors de s'enfuir vers la frontière avec Josépha comme otage. Cruchot le prend en chasse et réussit à l'arrêter. À la fin, Cruchot se marie avec Josépha en même temps que Nicole avec un de ses amis.

## Fiche technique
- Titre original français : Le Gendarme se marie ou Le gendarme se marie[1]
- Titre italien : Calma ragazze oggi mi sposo ou Oggi mi sposo
- Réalisation : Jean Girault
  - Réalisateur de la seconde équipe : Bernard Farrel
- Scénario et dialogues : Jean Girault et Jacques Vilfrid, sur une idée de Richard Balducci
- Assistants réalisateur : Tony Aboyantz, Christian Raoux, Jean-Noël Jourdanet
- Musique : Raymond Lefèvre (Éditions E.M.C.I)
- Photographie : Marcel Grignon. Pour la seconde équipe : Jean Tournier, Charly Willy-Gricha
- Cadreur : Jean-Paul Schwartz, assisté de Robert Fraisse et Bernard Grignon
- Son : René Sarrazin
  - Seconde équipe : André Hervé, assistés de Fernand Janisse, Paul Pauwels, Juliette Toutain, Clo d'Alban, Roger Moise
- Montage sonore : Eva Zora, Annie Baronnet, Martine Barraqué
- Montage : Jean-Michel Gautier
- Décors : Sydney Bettex
- Costumes : Jacques Cottin, Rita Laffargue
- Effets spéciaux : Rémy Julienne, Michel Bernard, Jean Pécriaux
- Production : Gérard Beytout et René Pignères
- Sociétés de production : Société nouvelle de cinématographie (France), Medusa Distribuzione (Italie)
- Directeur de production : Paul Laffargue
- Séquences sous-marines : Paul de Roubaix, Didier Tarot, Henri Portail
- Équipement sous-marin : Piel - Postiches : Carita
- Distribution : Société nouvelle de cinématographie, Medusa Distribuzione
- Pays de production :  France -  Italie
- Langue originale : Français
- Format : Couleurs par procédé Franscope - 2,35:1 - Mono - 35 mm - Transparence Franstudio
- Tirage : Laboratoire Eclair à Epinay-sur-Seine
- Studios : Paris-Studios-Cinéma (Studios de Billancourt)
- Affichiste : Clément Hurel
- Genre : comédie policière, comédie romantique
- Durée : 92 minutes
- Date de sortie :
  - France : 30 octobre 1968

## Distribution
- La brigade de Saint-Tropez :
  - Louis de Funès : le maréchal des logis-chef Ludovic Cruchot
  - Michel Galabru : l'adjudant Gerber[note 1]
  - Jean Lefebvre : le gendarme Lucien Fougasse
  - Christian Marin : le gendarme Albert Merlot
  - Guy Grosso : le gendarme Gaston Tricart
  - Michel Modo : le gendarme Jules Berlicot

- Geneviève Grad : Nicole Cruchot, la fille de Ludovic
- Claude Gensac : Josépha Le François, plus tard Cruchot
- Mario David : Frédo le boucher, le malfrat
- Nicole Vervil : Mme Gerber, épouse de l'adjudant[note 2]
- Yves Vincent : le colonel examinateur lors du concours
- France Rumilly : sœur Clotilde
- Yves Barsacq : l'automobiliste
- Nicole Garcia : la jeune fille verbalisée
- Maurizio Bonuglia : l'ami de Nicole
- Bernard Lavalette : le professeur de danse
- Dominique Davray : la professeur de danse
- Jean-Pierre Bertrand : Eddie
- Claude Bertrand : le gendarme répondant au nom de « Poussin bleu »
- Jean Ozenne : le préfet
- Robert Destain : le commandant
- Jacky Blanchot : le pilote de la vedette d’entraînement
- Rudy Lenoir : un candidat à l'examen
- Dominique Zardi : un autre candidat
- René Berthier : le capitaine, aide de camps du colonel
- Tave Frisch : une jeune fille (non créditée)
- Donatella Turri : une jeune fille (non créditée)
- Henri Guégan
- Jerry Calà : client du "Poster"
- Robert Leray : client de l'école de danse[réf. nécessaire]

## Production et réalisation

### Genèse et développement

Le Gendarme de Saint-Tropez et Le Gendarme à New York ont été de grands succès internationaux, exploités jusqu'au Japon.

Après Le Gendarme de Saint-Tropez (1964) et Le Gendarme à New York (1965), deux grands succès, le réalisateur Jean Girault, son co-scénariste Jacques Vilfrid, et leur partenaire Richard Balducci décident d'un troisième film dans lequel le personnage de Louis de Funès se marierait,. Girault est d'ailleurs ravi de l'idée de plonger Louis de Funès dans une histoire d'amour. Dès 1966, des rumeurs évoquent l'idée de marier Ludovic Cruchot à une riche Américaine en villégiature à Saint-Tropez. Il est ensuite imaginé de lui faire épouser une veuve d'un colonel de gendarmerie, qui place en Cruchot de grandes ambitions, fondements du scénario. Pour être sûr que le sujet plaise aux amateurs de la série, Girault et Vilfrid lancent un sondage dans la presse, avec des résultats favorables pour un film où Cruchot se marie. Au détour d'un interview, en juin 1967, lorsqu'il tourne Les Grandes Vacances, Louis de Funès révèle que l'un de ses projets à venir serait « un ultime Gendarme, Le Gendarme se marie ». Vilfrid élabore les premières versions du scénario à partir de l'automne 1967. La vedette est déçue par le premier jet qu'elle juge « invertébré » et menace même d'abandonner le projet si un texte convenable ne lui est pas remis avant janvier 1968. En février, le scénariste hésite encore entre marier Cruchot à « la veuve fortunée d'un colonel de la gendarmerie » ou à une milliardaire américaine « veuve d'un haut fonctionnaire de la police de Los Angeles ».
L'essentiel de l'équipe artistique et technique des premiers films revient, constituant au fil des tournages une sorte de « famille » qui aime se retrouver de film en film. Jacques Vilfrid écrit le scénario, avec son complice de toujours, le réalisateur Jean Girault,. Girault et Vilfrid ont entretemps tourné Monsieur le président-directeur général (1966) avec Michel Galabru, Les Grandes Vacances (1967) avec Louis de Funès, et Un drôle de colonel (1968) avec Jean Lefebvre ; la société de production se désole d'ailleurs que ce dernier film retarde la mise en œuvre du troisième Gendarme. Richard Balducci, derrière l'idée originale du premier Gendarme, s'implique moins dans la conception de cette deuxième suite. Les décors sont toujours de Sydney Bettex et la musique de Raymond Lefebvre. Succédant à Edmond Séchan, Marcel Grignon est engagé comme directeur de la photographie, après l'avoir été pour Les Grandes Vacances et deux Fantomas. La production demeure assurée par René Pignères et Gérard Beytout, avec leur Société nouvelle de cinématographie,. La SNC poursuit sa pratique de coproduction avec un partenaire européen, ici la société italienne Medusa. La Gendarmerie nationale apporte à nouveau son concours à la production, essentiellement en prêtant ses locaux et ses hommes pour le tournage. Alors que Mercedes ne peut répondre à la demande d'une luxueuse décapotable blanche, Ford France met à disposition une Mustang pour le personnage de Josépha, ainsi que 5 000 francs de participation publicitaire,.
Malgré les bons rapports de la production avec les autorités, ce qui devient une série de films est alors conspué par certains gendarmes, qui considèrent leur institution tournée en ridicule. Après Le Gendarme à New York, des gendarmes à la retraite — n'étant plus tenus au devoir de réserve — lancent des pétitions, relayées par L'Essor de la Gendarmerie et de la Garde, pour interdire le tournage de nouveaux films du Gendarme de Saint-Tropez. Yvon Bourges, secrétaire d'État chargé de l'Information, répond officiellement qu'aucune interdiction de ces films n'est envisagée par le gouvernement. Dans un esprit d'apaisement, un message d'avertissement est présenté avant le générique :

« Ce film vous présente de nouvelles aventures d'un gendarme « hors-série ».
 Œuvre d'imagination faite pour votre divertissement, il est, par delà la fantaisie, un hommage indirect, puisqu'il en est l'objet, à un grand Corps de l'État dont les personnels se signalent au respect des populations par leur pondération et leur valeur. »

— Message ouvrant Le Gendarme se marie et Le Gendarme en balade.

### Attribution des rôles
Louis de Funès retrouve son personnage du gendarme Ludovic Cruchot, le rôle qui l'a, en 1964, tardivement propulsé à cinquante ans au rang de vedette comique et champion du box-office,. En trois ans depuis le deuxième Gendarme, la vedette est parvenue à décupler sa popularité avec les triomphes de La Grande Vadrouille (1966), Oscar et Les Grandes Vacances (1967),. Jouissant d'une autorité nouvelle de par sa puissance commerciale, le comédien a pratiquement mis en scène Le Grand Restaurant (1966). Outre son Gendarme, il a également sorti un troisième Fantomas, Fantomas contre Scotland Yard. Son statut lui a valu des expériences désagréables sur les tournages d’Oscar, Le Tatoué et Le Petit Baigneur.

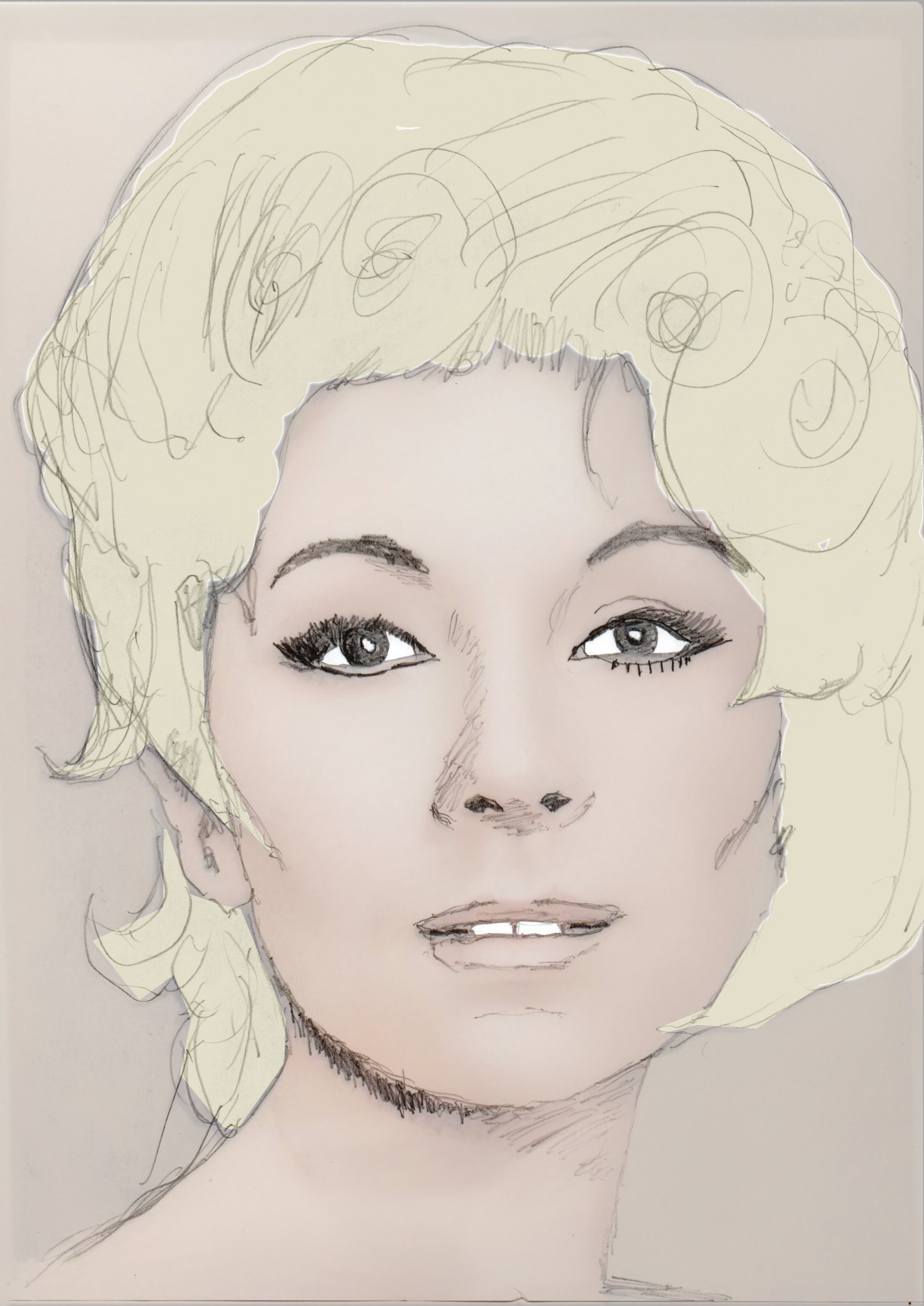
Après Oscar et Les Grandes Vacances l'année précédente, Claude Gensac devient également l'épouse du Gendarme.

L'acteur aimant retrouver les mêmes comédiens autour de lui, le rôle de la nouvelle épouse de Cruchot est distribué à Claude Gensac. L'année précédente, l'actrice avait déjà été l'épouse de ses personnages dans Oscar et Les Grandes Vacances, sur l'idée de la véritable épouse de Louis de Funès. Selon Bertrand Dicale, biographe funésien, ce serait le jeu de Claude Gensac, « volontiers vieille France », qui aurait inspiré la stature du personnage, veuve d'un militaire haut placé. Louis de Funès apprécie cette partenaire efficace, qui a le même tempo de jeu que lui, du répondant, et ne s'épuise pas et reste bonne au fil des nombreuses prises qu'il réclame pour peaufiner son jeu. Il la contacte début mars 1968, deux mois avant le tournage. Le réalisateur aurait néanmoins préféré une autre actrice. L'actrice suisse Liselotte Pulver raconte avoir reçu une proposition de Louis de Funès pour ce rôle, qu'elle a décliné de crainte de souffrir du rhume des foins pendant le tournage en juin ; elle a ensuite beaucoup regretté cette décision
Des précédents films, reviennent tous les autres gendarmes — Michel Galabru, Jean Lefebvre, Christian Marin, Guy Grosso et Michel Modo — ainsi que Geneviève Grad dans le rôle de la fille de Cruchot et France Rumilly dans le rôle de la religieuse. Grad joue ici dans son dernier Gendarme : « Au départ, je n'étais pas tellement d'accord pour tourner une autre suite, mais à présent que je suis cantonnée dans ce rôle d'ingénue, autant m'y tenir. Au moins, je retrouve le chemin des studios ». Depuis le précédent Gendarme, Lefebvre a accédé à ses premiers rôles principaux avec le joli succès connu par Un idiot à Paris (1967). Marin a aussi renforcé sa notoriété à travers le feuilleton télévisé Les Chevaliers du ciel.

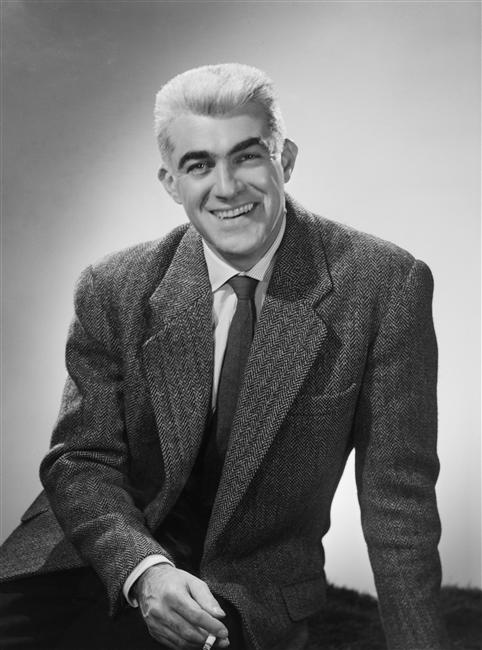
Yves Vincent tient le rôle du colonel de gendarmerie.

Le rôle du colonel de gendarmerie rendant visite à la brigade est confié à Yves Vincent, qui avait permis à Louis de Funès de jouer dans Un tramway nommé Désir lors de ses années de galère. Nicole Vervil reprend son rôle de Mme Gerber, qu'elle n'a pas tenu dans Le Gendarme à New York,. Jean-Pierre Bertrand reparaît en tant qu'ami de Nicole, seul transfuge de la bande du premier film,. Souvent sollicité par de Funès, l'éternel « troisième couteau » Dominique Zardi apparaît en gendarme passant l'examen d'adjudant-chef, avoir joué l'un des gendarmes italiens dans le deuxième film. Interprète du masseur dans toutes les itérations d’Oscar au théâtre et au cinéma, puis apparu dans Les Grandes Vacances (1967), le colossal Mario David, issu des Branquignols, est engagé dans le rôle du malfrat « Frédo le boucher ». La jeune Nicole Garcia fait sa deuxième apparition au cinéma, parmi les invités de la fête de Josépha. Les accords de co-production imposent la présence de comédiens italiens : le rôle du fiancé de Nicole est tenu par Maurizio Bonuglia et les deux touristes suédoises sont en réalité deux italiennes teintes en blondes.

### Tournage

#### Le Gendarme et mai 68
« Ils étaient à Saint-Tropez, ils étaient tranquilles, gagnaient de l'argent, tournaient au soleil, les pieds dans l'eau… et ils se préoccupaient tous de ce qu'il se passait à Paris ! »

— Richard Balducci, 2005.

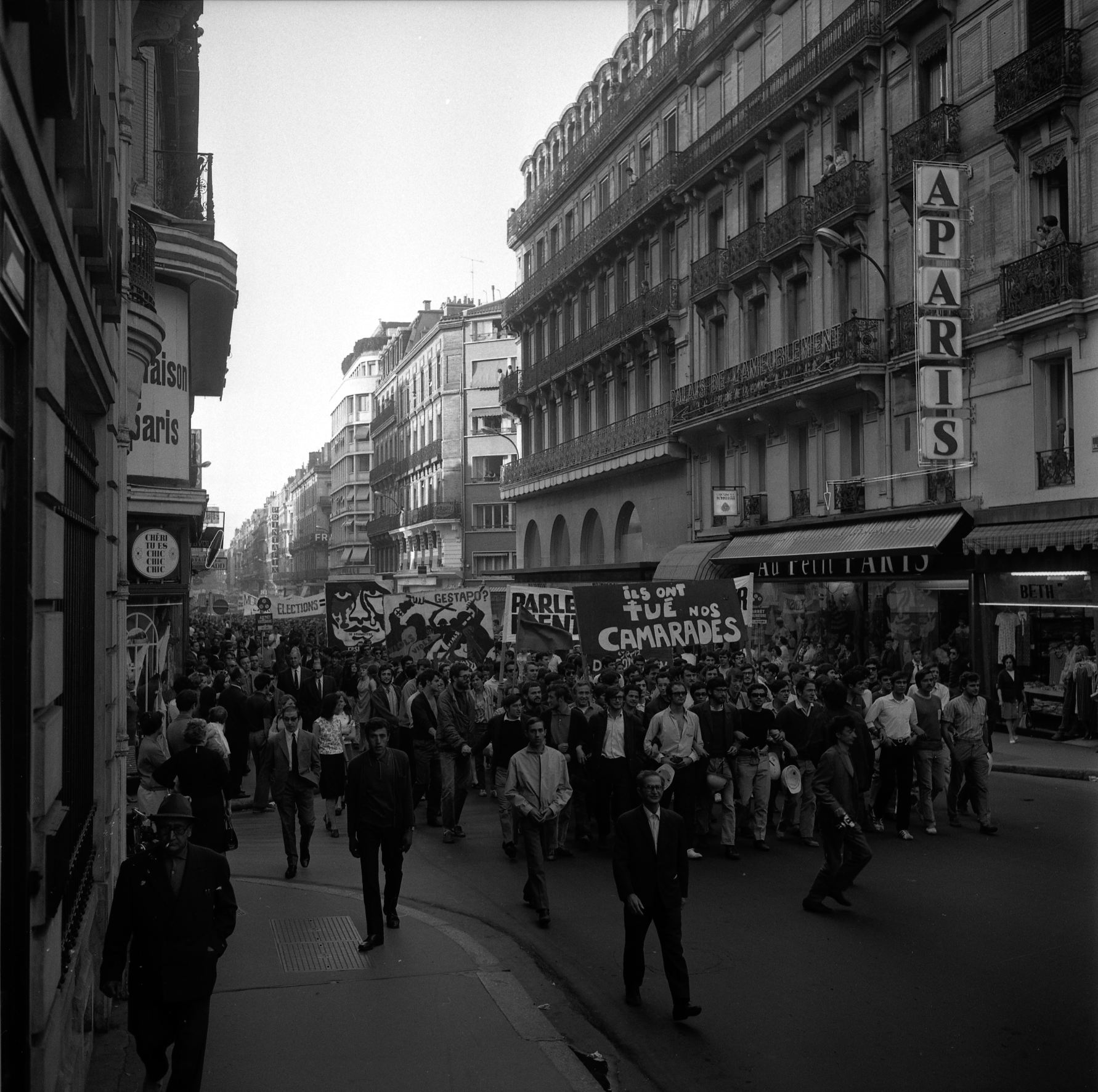
Le tournage du film est paralysé par les évènements de mai 68, ce qui n'est pas du goût de Louis de Funès.

Le tournage du Gendarme se marie commence le 20 mai 1968, à la date prévue,. La production n'a pas jugé bon de repousser le tournage, alors le pays est agité et bloqué par les grèves et révoltes de mai 68 depuis quelques semaines, imaginant que Saint-Tropez ne serait pas touché, étant une ville à part, de villégiature, loin de Paris. Les premiers jours de tournage ont lieu dans une ambiance sereine. Le producteur Gérard Beytout confirme à Grosso et Modo, coincés à Paris, que le tournage a bien lieu : surmontant la pénurie d'essence, ceux-ci descendent en trois jours à Saint-Tropez, où ils apprennent à leur arrivée qu'une réunion syndicale a lieu pour envisager une grève,.
Le milieu du cinéma français est alors gagné par le mouvement national : dans les studios parisiens ou en extérieurs, des machinistes, des techniciens et des acteurs rejoignent la grève. Des techniciens de Paris — où tous les tournages s'arrêtent le 23 mai — viennent convaincre l'équipe du Gendarme se marie de faire grève. Par solidarité avec les autres grévistes français, des membres de l'équipe se retirent peu à peu. Les discussions politiques débordent sur les heures de travail. Le tournage en est ralenti. De même que Louis de Funès, le producteur est hostile à la grève, effrayé par les pertes financières d'une suspension de tournage.
La plupart des tournages en France, français ou étrangers, sont déjà interrompus, paralysés par les grèves ou par les pénuries d'essence. Une réunion pour décider de l'arrêt du tournage a lieu en présence des première et secondes équipes, tous les corps de métiers, dans une villa louée par la production, où chacun prend la parole,,,. Christian Marin se souvient qu'« à un moment, de  Funès a dit quelque chose comme « eh bien moi, je ne sais pas. Si vous faites la grève, je la fais ; si vous ne la faites pas, je ne la fais pas. » Et sa femme a dit « Louis ! » en lui faisant signe de se calmer ». Le producteur annonce aux membres de l'équipe qu'il ne paiera plus leurs défraiements et leurs locations s'ils font grève. Louis de Funès menace de ne pas engager les grévistes sur ses prochains films. La grève est finalement votée.
Louis de Funès continue pourtant de se présenter au maquillage chaque jour, pour marquer son opposition, n'étant préoccupé que par son film,. Le Syndicat français des acteurs lui enjoint de faire grève. Ne parvenant pas à le convaincre d'arrêter le travail, Jean Girault fait appel à Daniel Gélin, alors en vacances à Saint-Tropez,. Cet acteur, vieil ami de Louis de Funès, qu'il a lancé au cinéma, lui conseille de cesser son entêtement,,. Louis de Funès rejoint les grévistes le 24 mai. Le Gendarme se marie était probablement le dernier film encore en tournage à ce moment-là en France. Beytout tourne néanmoins quelques plans avec les non-grévistes pour rassurer ses associés.

« Louis, même les Américains qui tournent en France, par solidarité, font grève… La distribution de ton film est en grève, les techniciens sont pour la plupart en grève, aucun accessoiriste ne travaille… et toi… et toi tu tournes ! Je te le dis, tu te couvres de ridicule !

— Je les aime bien, tous ces gens, mais je n'ai pas que cela à foutre !

— Sois sérieux, Louis, de Gaulle n’est pas là. Si la gauche prend le pouvoir, ce sera comme l'épuration. Tu t'en souviens… Et tu seras montré du doigt ! »

— Discussion entre Daniel Gélin et Louis de Funès, à propos de la grève.

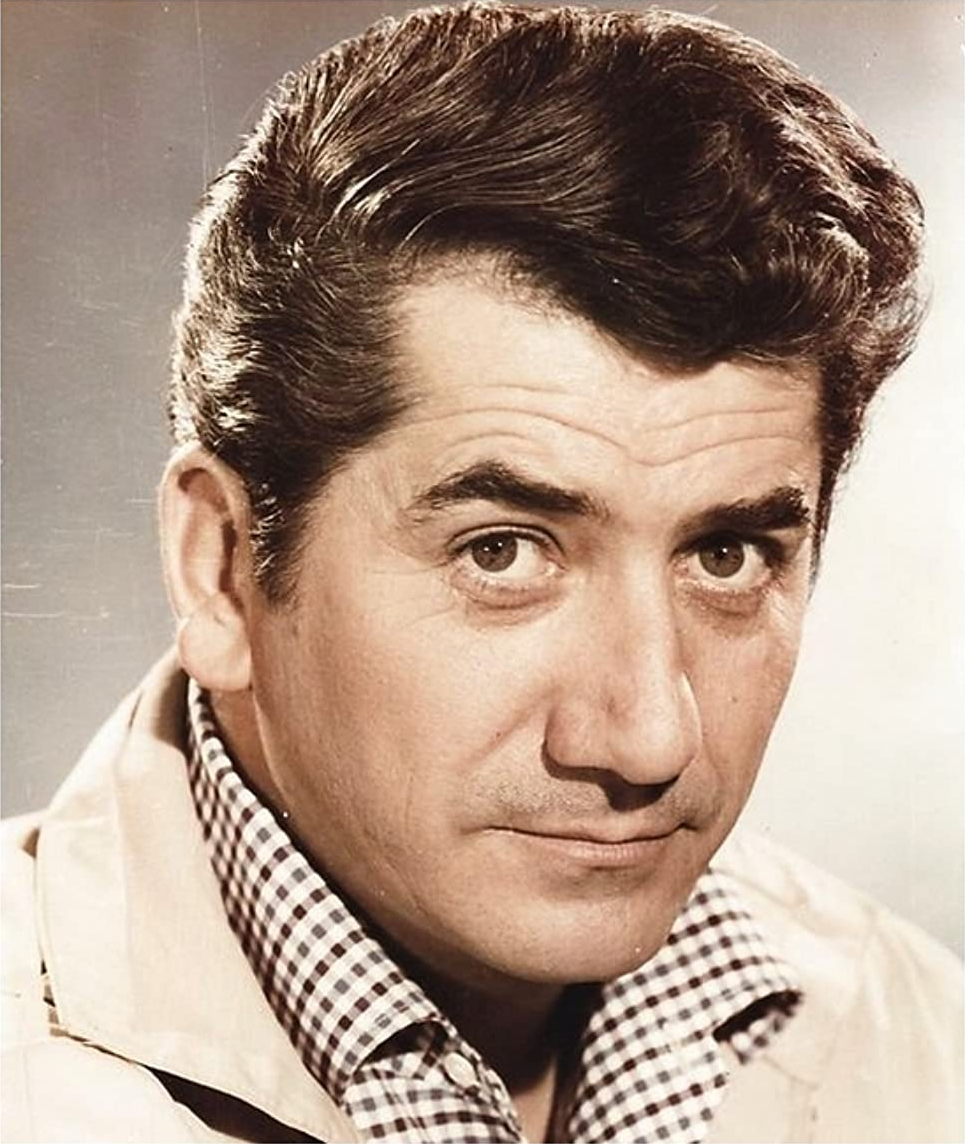
L'acteur Daniel Gélin, en vacances à Saint-Tropez, convainc son ami Louis de Funès de se rallier à la grève.

La grève — « une belle grève, aux frais du producteur », selon Michel Galabru — se déroule dans une agréable ambiance de vacances, sous le soleil,. Privée de logements, une partie de l'équipe loge dans la propriété de Macha Méril, d'autres gratuitement au très chic hôtel Byblos, qui vient d'ouvrir. Les grévistes sont seuls dans un Saint-Tropez isolé et vide de ses touristes. Les commerçants, sans clients, leur bradent leurs marchandises. Toute l'équipe — acteurs, techniciens, machinistes, figurants — passe ses journées à la plage ou la piscine. Des membres de l'équipe s'amusent de ce décalage entre la grève, mouvement ouvrier, et son cadre, une station balnéaire de luxe. Marin raconte : « Entre le grondement parisien et le dilettantisme tropézien, on passait beaucoup de temps à la plage. Pendant ce temps-là, de Funès avait vraiment l'air de bouillonner ». Modo fait remarquer que la réunion pour décider de la grève a lieu dans une luxueuse villa des Parcs de Saint-Tropez, l'endroit le plus riche de la ville. Galabru se souvient qu'un réalisateur célèbre est venu, accompagné d'une belle pépée, à bord d'une rutilante voiture de sport, les inciter à faire grève. Le coordinateur des cascades Rémy Julienne juge lui aussi la grève inappropriée : « Je ne comprenais pas que le personnel du film puisse se mettre en grève alors que nous étions comme des coqs en pâte, logés dans des hôtels quatre étoiles avec des défraiements somptueux. En comparaison, le monde de la moto que j'avais connu avant était beaucoup plus âpre ». Modo menace le producteur de rentrer à Paris et reçoit en secret cinq semaines de cachets en liquide pour rester, un traitement qu'il obtient aussi pour son ami Grosso,.
Selon Jean-Paul Schwartz, l'ambiance se dégrade après plusieurs jours, notamment à cause du manque à gagner pour les grévistes. La rumeur se propage que le producteur compte déplacer le tournage en Italie pour y terminer le film sans les techniciens français, ce qu'ont déjà fait tous les producteurs américains qui avaient prévu un tournage en France ce printemps 1968. Une réunion est organisée pour poursuivre ou non la grève. Michel Galabru, grandiloquent, y fustige les membres de l'équipe et leur rhétorique d'extrême gauche — notamment à propos des bas salaires du cinéma français — contradictoire avec leurs conditions de travail actuelles à Saint-Tropez et leurs paies,. Le producteur menace d'ailleurs de ne plus payer personne si la grève se poursuit. Le tournage du Gendarme se marie reprend le 6 juin, après un vote à bulletins secrets de l'équipe, avec 46 voix contre 26 en faveur de l'arrêt de la grève,. Une délégation menée par le président du syndicat CGT du cinéma Denys de La Patellière — qui venait de diriger de Funès dans Le Tatoué — était venu pour faire respecter les décisions syndicales, en vain. Les autres tournages français ne reprennent que le 10 juin, le lendemain de l'obtention d'augmentations salariales par les syndicats du cinéma.
Comme il l'avait annoncé, Louis de Funès ne reprend pas les techniciens grévistes sur ses films suivants, à l'exception du cadreur Jean-Paul Schwartz et de la scripte Colette Robin.

#### Un tournage décalé et pénible

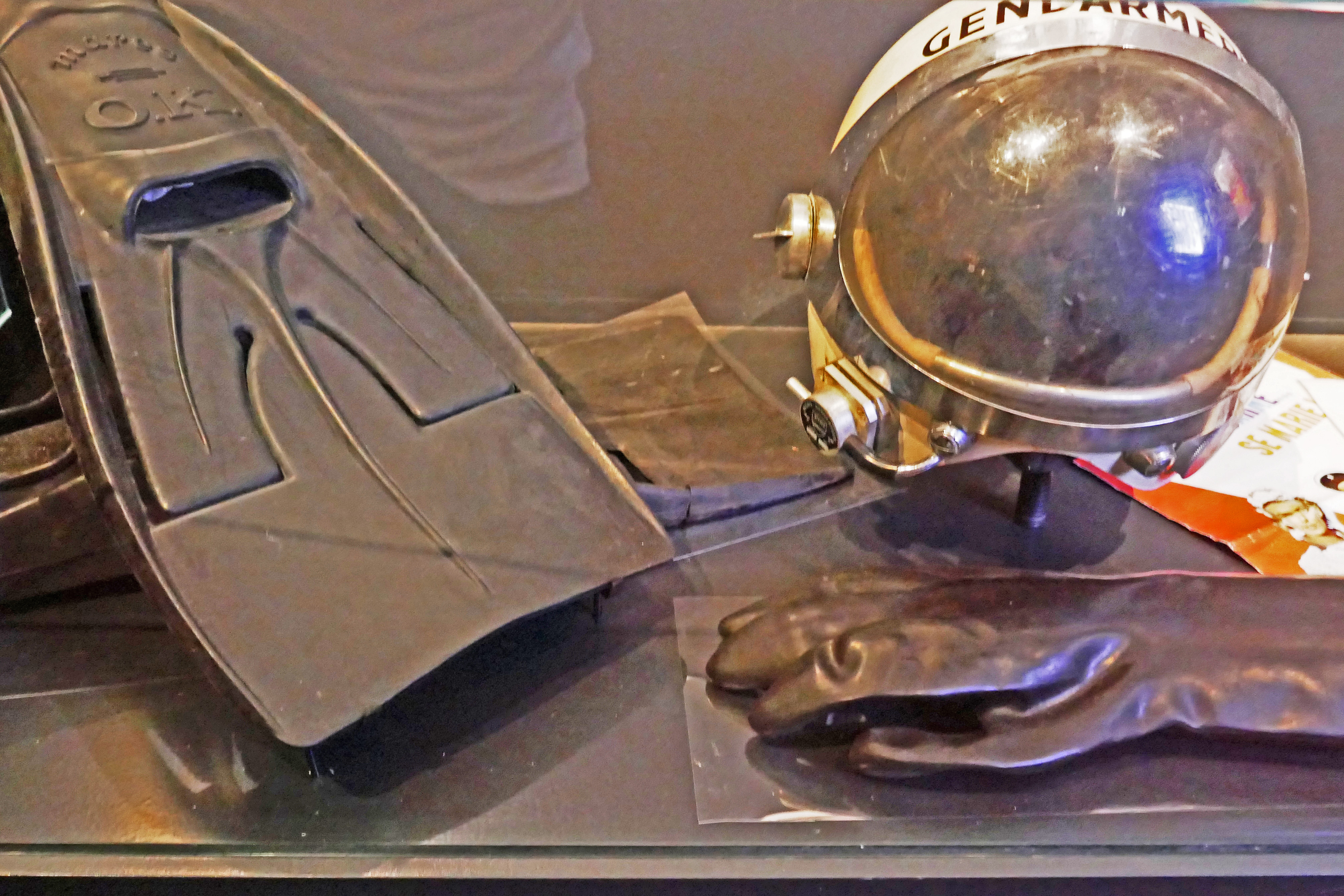
Casque de plongée, gants et palmes utilisés par Louis de Funès lors du tournage. Exposé au musée de la Gendarmerie et du Cinéma de Saint-Tropez.

Une fois le travail repris, le retard contraint le tournage à devoir composer avec la foule des estivants. Louis de Funès a du mal à retrouver ses marques après cette pause mais finit par livrer de brillantes improvisations. Les prises de vues ont lieu à Saint-Tropez, Gassin, Ramatuelle, Cogolin, Draguignan, La Motte et Port Grimaud, ainsi qu'aux studios de Billancourt, traînant jusqu'aux derniers jours d'août,.
La villa de Josepha est la villa Rebijoye, propriété privée, qui se trouve sur les hauteurs du golfe de Saint-Tropez ; elle a par la suite appartenu à l'homme d'affaires Claude Dray.
La scène finale des noces est tournée à la chapelle Sainte-Anne, surplombant Saint-Tropez.
Les prises de vues s'achèvent le 30 août 1968.

### Bande-originale

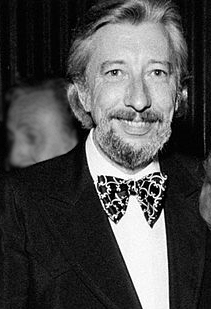
Raymond Lefebvre, compositeur de la bande originale de tous les films du Gendarme, ici en 1972.

Comme pour les deux précédents films du Gendarme de Saint-Tropez, Raymond Lefebvre compose la bande originale du Gendarme se marie,,,. Son partenaire Paul Mauriat, après avoir refusé de travailler sur le premier Gendarme et accepté le deuxième, cesse définitivement de s'impliquer sur la série, afin d'épargner ses vacances d'été. Désormais installé comme le compositeur attitré de son ami Jean Girault, Lefebvre vient de créer avec lui une maison de production, les éditions EMCI, pour éditer ses œuvres,. Comme à l'accoutumée, Raymond Lefebvre s'inspire pour certains morceaux des modes musicales de l'époque du film, ici la pop des années 1960 façon Beatles pour les scènes de boîtes de nuit,,,.
Originalité du Gendarme se marie, Lefebvre ne reprend pas sa classique Marche des Gendarmes, inventée pour le premier film, et élabore un nouveau thème,,,,. Il déclare ne pas avoir trouvé de place pour le thème habituel dans le film. Il explique a posteriori : « je voulais me renouveler, ne pas donner le sentiment de rabâcher le même thème. Je l'aime bien cette marche mais soyons objectifs : ce n'est ni du Mozart, ni du Ravel ! ». Par ailleurs, même s'il possède sa propre maison de production, la Marche des Gendarmes est éditée par les sociétés ayant publié les bandes-originales des deux précédents films,,. L'absence de la Marche des Gendarmes provoque la colère de Louis de Funès,,. L'acteur la considère comme un élément du succès de la série et sait qu'elle est très appréciée du public : elle est donc indissociable des films selon lui,. Lefebvre raconte que Louis de Funès « voulait l'entendre dans chaque film comme un signe de reconnaissance au spectateur ». Il rend ainsi la Marche des Gendarmes très présente dans le suivant, Le Gendarme en balade (1970).
Aucune publication de la bande originale du film ne semble avoir lieu à l'époque de la sortie en salles. En 1993, certaines musiques sont présentes sur le CD de Play Time Les plus belles musiques de films de Louis de Funès de la collection « Les Acteurs » de Stéphane Lerouge, réunissant des compositions de Lefebvre pour les films du Gendarme ainsi que Faites sauter la banque, Les Grandes Vacances, Jo et La Soupe aux choux,,. Les mêmes morceaux apparaissent sur le CD Louis de Funès, bandes originales des films, vol. 1 , publié par Play Time en 1998 et ré-édité en 2012,,,. Ces titres font partie de l'intégrale Bandes originales des Gendarmes parue chez Play Time en 2003,. L'album du film sort en 2010 en téléchargement. Les pistes le composant sont intégrées à la vaste compilation Louis de Funès, musiques de films, 1963-1982 de la collection Écoutez le cinéma !, publiée en 2014,.

## Exploitation et accueil

### Sortie, promotion et accusations de Jean Lefebvre

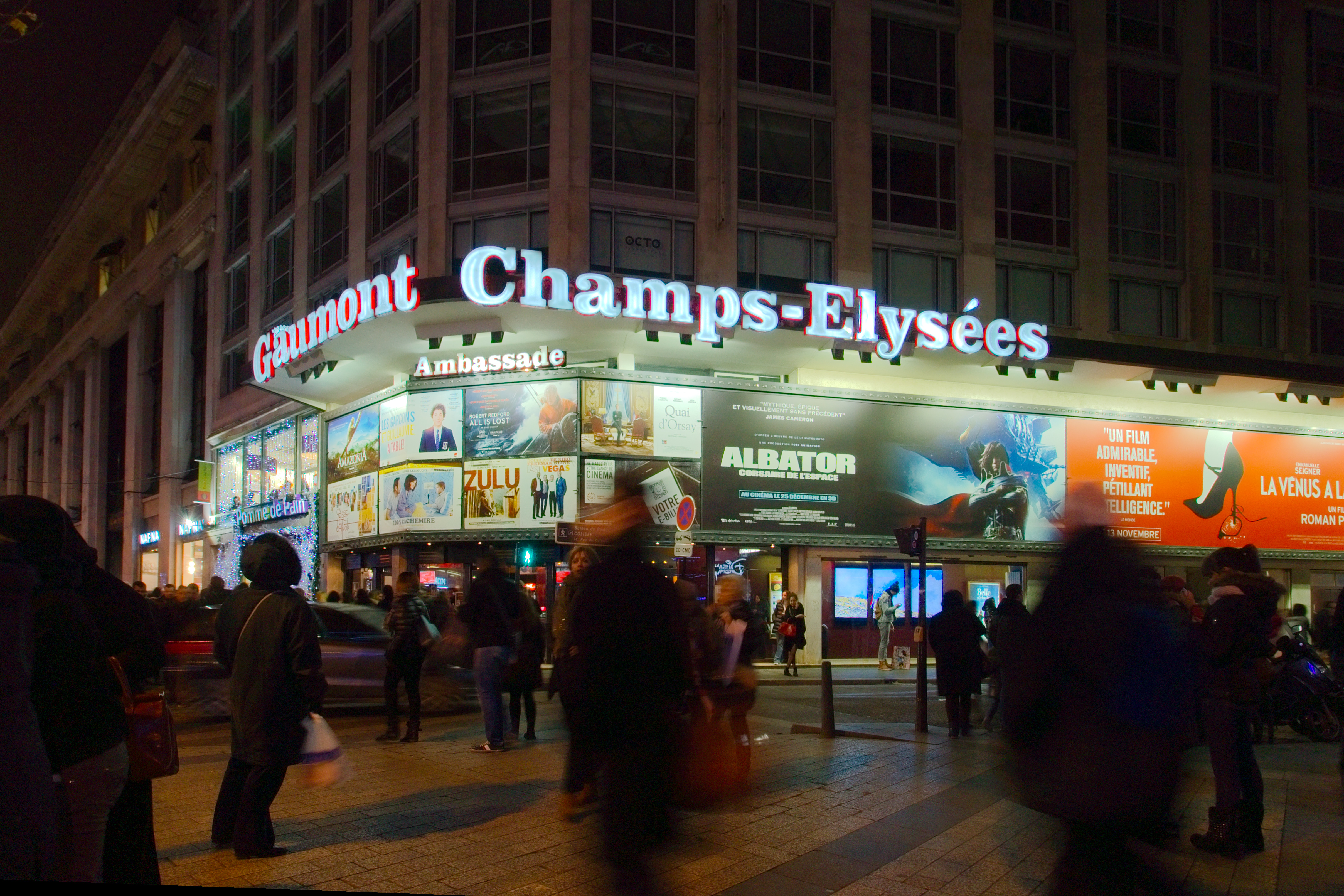
Le cinéma Gaumont Ambassade accueille la première du Gendarme se marie en octobre 1968.

Le Gendarme se marie sort en salles le mercredi 30 octobre 1968, trois ans après Le Gendarme à New York. Un reportage télévisé s'est intéressé au tournage en mai, lors de la scène du repas sous les pins,. La promotion, de grande ampleur, est principalement axée sur Louis de Funès, au détriment des autres comédiens. L'affiche du film est réalisée par Charles Rau. La première du film a lieu au cinéma Gaumont Ambassade, sur les Champs-Élysées, en présence de l'équipe.

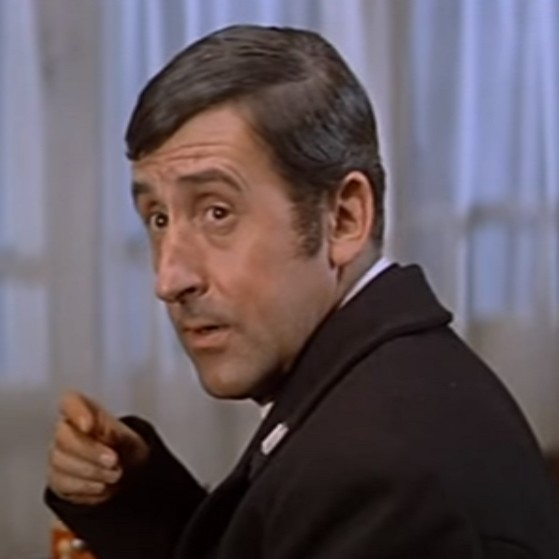
Lors de la première, Jean Lefebvre constate l'absence de plusieurs de ses scènes et en tient Louis de Funès responsable devant la presse.

Jean Lefebvre découvre le film et la disparition de la plupart de ses scènes lors de cette première projection publique,,. Au cocktail suivant le film, auquel n'assiste pas Louis de Funès, Jean Lefebvre attire la presse pour exprimer sa déception,,. Il lance au producteur Gérard Beytout « Excuse-moi, je t'ai escroqué… » puis déclare à l'assemblée : « J'ai escroqué mon producteur ! J'ai escroqué le public ! Je n'apparais pas à l’écran ainsi que mon contrat le prévoyait. C'est dégueulasse ! On aurait pu me prévenir. Certes, je ne suis pas une vedette, mais j'ai un certain public et ce public qui m'aime va être déçu ! »,. Il raconte aux journalistes le contenu de ses scènes manquantes et, surtout, accuse publiquement Louis de Funès d'être derrière ces coupes,,. Déjà sur Le Gendarme à New York, une grande dispute avait éclaté entre Lefebvre et Girault à cause de l'importance grandissante du rôle de Cruchot, au désavantage de Fougasse,,,,. Cette affaire occupe la presse quelque temps,. Lefebvre incrimine le réalisateur et l'acteur principal auprès de nombreux journalistes ou encore dans le Radioscopie qui lui est consacré,,,,,,. La presse obtient d'autres témoignages similaires dans le métier à propos de Louis de Funès et lui confère durablement la réputation d'une vedette écrasant ses partenaires, afin d'être le seul mis en valeur, quitte à couper leurs scènes ou leurs bonnes prises.
Le producteur menace de porter plainte. Louis de Funès ne commente pas ces déclarations. Après une dizaine de jours, Jean Girault répond à travers une longue lettre dans Paris Jour, quotidien qui a fait la part belle aux propos du second rôle lésé : « M. Lefebvre s'estime le figurant le mieux payé du monde. Qu'il le reste. Il prétend, avec l'audace des médiocres, que je lui ai coupé “toutes les scènes où il avait une chance d'écraser Louis de Funès”. Je pense, personnellement, que je lui ai rendu un fier service en lui évitant des comparaisons désagréables. (…) Lorsque M. de Funès est sur un plateau, il répète dix, vingt, cinquante fois la scène qu'il a à tourner. M. Lefebvre, lui, arrive en donnant l'impression déplorable à toute l’équipe technique qu'il n'a jamais rien lu du scénario. À vous de juger ! En conclusion, je peux assurer à M. Lefebvre que ses vœux seront exaucés. Il n'y aura plus, en effet, de Fougasse dans les prochains Gendarme, et M. Girault ne se donnera plus la peine d'aider un comédien qu'il aimait beaucoup et qui l'a beaucoup déçu »,,,. Quelques mois plus tard, au cours d'une rencontre fortuite, Jean Lefebvre se réconcilie finalement avec Louis de Funès lorsqu'il lui assure n'être en rien responsable de ces coupes. Ce dernier persuade ensuite le réalisateur de reprendre Lefebvre dans l'éventuel prochain Gendarme. Gérard Beytout retire sa plainte.

### Accueil critique

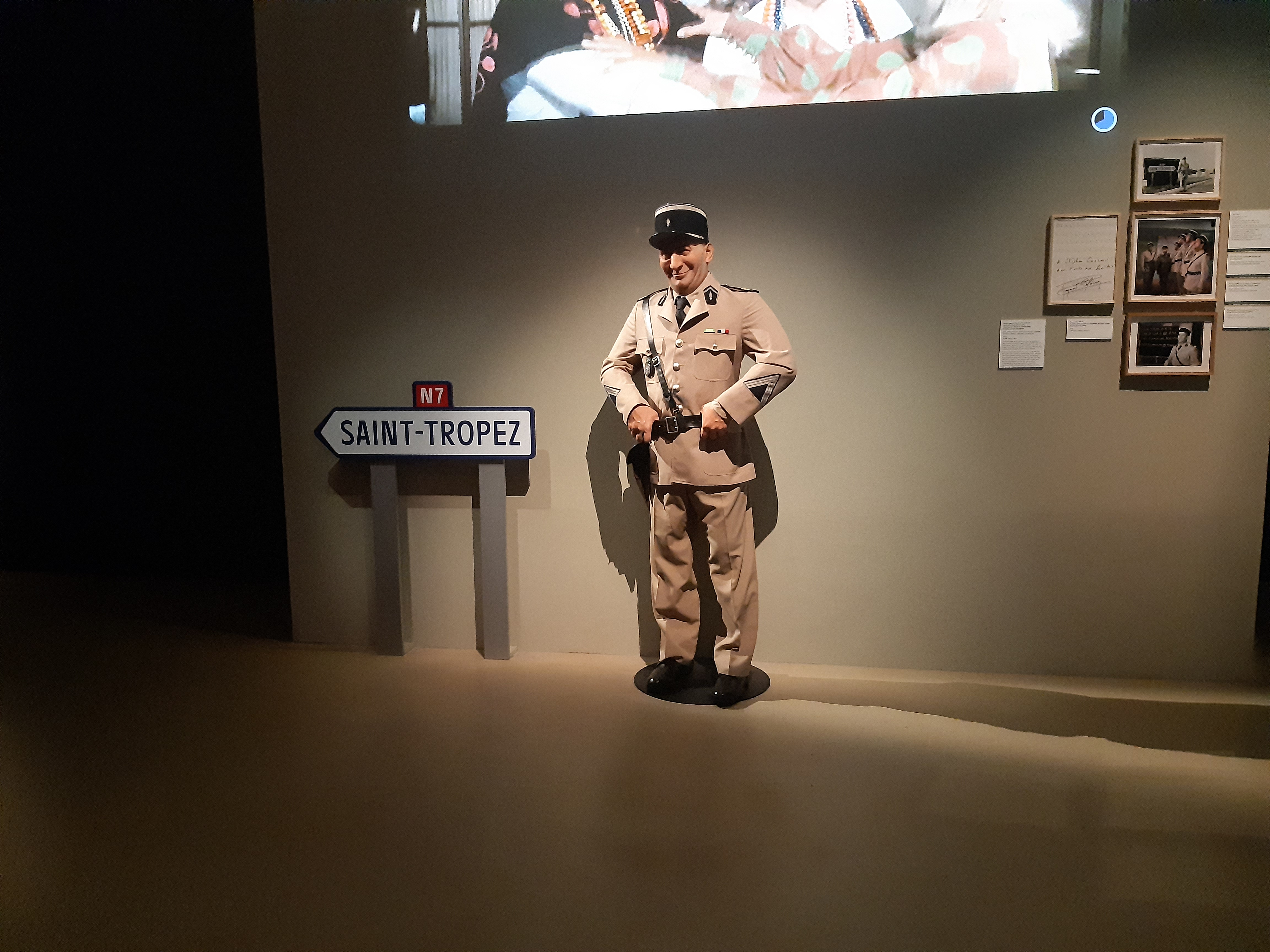
Notant la part du rôle principal au regard de ses partenaires de jeu, les critiques jugent que Louis de Funès a fait le vide autour de lui.

Le Gendarme se marie reçoit des critiques partagées,. Les avis saluent ou dénoncent la poursuite de cette série. Pierre-Jean Guyo de La Croix apprécie que le film ne se transforme pas en « grosse farce ». La critique du Figaro parle d'une « guignolade avouée dont le succès semble à peu près certain ». Celle de L'Aurore, réservée, relève « trente à quarante minutes — pas plus — extraordinaires de drôlerie ». Le Canard enchaîné fustige un certain « cabotinage » de la part de Louis de Funès. Robert Chazal, soutien indéfectible de la vedette dans France-Soir, déclare qu'« on en redemande ». Également dans France-Soir, Michel Aubriant proclame que « les délicats n'ont qu'à se taire. On ne discute pas un phénomène sociologique. Le Gendarme se marie battra tous les records de recettes établies par les autres Gendarmes. Le bon public aux anges rira à s'en décrocher la luette. Il y aura des jours radieux pour les exploitants. Le producteur gagnera tellement d'oseille que la tentation lui viendra d'en perdre un peu avec un film de Godard ». Surtout, nourries des accusations proférées par Jean Lefebvre, les critiques remarquent le déséquilibre entre l'acteur principal et ses partenaires : la plupart des commentateurs, en particulier Le Figaro, L'Aurore et la Tribune de Genève, usant de la même expression, considèrent que Louis de Funès « a fait le vide autour de lui »,.

« Louis de Funès apporte aux spectateurs ce qu’ils attendent de son personnage. Seul regret : le voir commettre à son tour une erreur assez courante chez les grands amuseurs. (…) Il fait le vide autour de lui. Des quatre excellents comédiens qui forment depuis le début son équipe tropézienne, seul Michel Galabru retrouve tant bien que mal son poste. Il l'occupe d'ailleurs avec un humour plus savoureux que jamais. Mais que devient Jean Lefebvre ? À peine le voit-on. C'est tout juste s'il a le droit d'ouvrir la bouche. Quelle disgrâce est venue frapper Christian Marin ? L'escamoter n'est pourtant pas facile. Grosso et Modo, précieux exécutants, n'ont plus le droit qu'à de furtives apparitions.
Nous sommes dans le cas pourtant où, par la conception même des péripéties, plus souvent une situation rebondit d'un protagoniste à l'autre, plus ses effets joyeux s'en trouvent amplifiés. C'est l'esprit d'équipe, c'est un jeu collectif minutieusement réglé qui rendit les Branquignols célèbres. Et si l'on est au sein de l'équipe celui qui fait le plus rire, que peut-on craindre des rires suscités par les autres comédiens ? Le film n'en est que plus amusant. La vedette n'en retire qu'un meilleur standing. L'égocentrisme n'est pas et ne sera jamais une vertu comique. »

— Louis Chauvet, Le Figaro, 1er novembre 1968,.

### Box-office

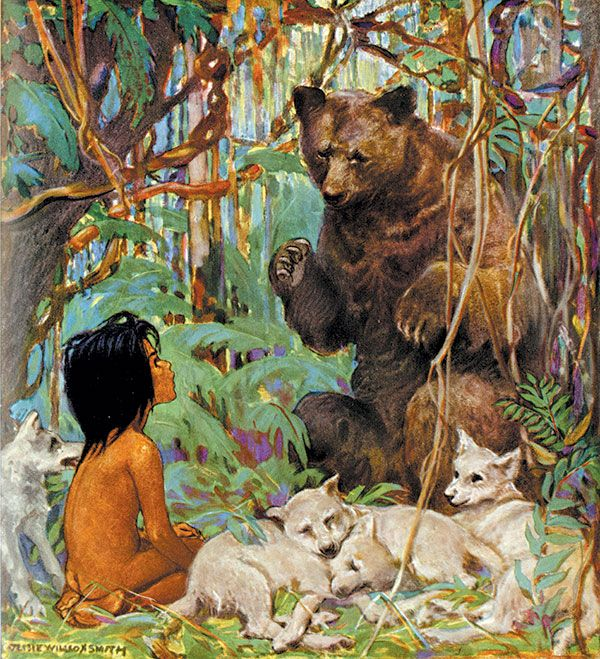
Le dessin animé Le Livre de la jungle des studios Disney rivalise avec Le Gendarme se marie à partir des vacances de Noël 1968.

Le Gendarme se marie sort à la veille des vacances de la Toussaint, propices aux films familiaux, six semaines après la dernière comédie funésienne, Le Tatoué,. Avec ces deux films à l'affiche, Louis de Funès est omniprésent dans les cinémas parisiens projetant les nouveautés, tandis que les cinémas de quartier diffusent ses anciens films.
À Paris, le troisième Gendarme occupe sept salles d'exclusivité et prend largement la tête des entrées hebdomadaires pendant trois semaines, avant d'être détrôné par le western Cinq Cartes à abattre,,. Dans tout le pays, le film est d'abord projeté dans peu de salles, au profit de l'exploitation du Tatoué ; il affiche néanmoins 109 774 et 162 967 entrées dans ses premières semaines. Le Gendarme se marie n'est vraiment mis en avant qu'à partir des fêtes de fin d'année, où convergent les films « grand public », dont le sérieux concurrent Le Livre de la jungle des studios Disney. Désormais projeté dans plus d'une centaine de salles, le film rassemble notamment 682 171 entrées la semaine de Noël mais ne parvient pas à dépasser le dessin animé américain. Il est tout de même l'un des rares films de l'époque à faire trois semaines à plus de 400 000 entrées. Le Gendarme se marie finit par dominer le classement national pour cinq semaines de janvier à février 1969, cumulant alors 3,4 millions d'entrées.
Le film se maintient dans les dix meilleurs résultats hebdomadaires jusqu'à la fin avril 1969, atteignant au passage les quatre millions et demi d'entrées. La période dans les salles d'exclusivité parisiennes s'achève après dix-neuf semaines, comptabilisant 583 860 entrées. Lorsque le film quitte les trente meilleurs résultats hebdomadaires nationaux fin mai, Louis de Funès se sera maintenu presque sans discontinuer dans ce classement pendant près de cinq ans (depuis le premier Gendarme en septembre 1964). Le film revient en tête des fréquentations deux semaines à l'été 1969,. Un an exactement après sa sortie, il totalise 5 445 153 entrées. Avec 3,7 millions d'entrées engrangées en 1969, il s'agit du deuxième film le plus vu dans les salles au cours de cette année, derrière Le Cerveau et devant Le Livre de la jungle,. Il additionne environ 350 000 entrées en 1970. Au 1er janvier 1971, Le Film français établit que ce troisième Gendarme cumule alors environ 5 547 000 entrées et Le Livre de la jungle 5 295 000. Il récolte notamment 18 646 entrées supplémentaires lors d'une ressortie à Paris en 1973 et encore 17 971 au cours d'une autre en 1979.
| Semaine | Semaine                         | Rang | Entrées | Cumul           | no 1 du box-office hebdo. |
| ------- | ------------------------------- | ---- | ------- | --------------- | ------------------------- |
| 1       | 30 octobre au 5 novembre 1968   | 1er  | 78 300  | 78 300 entrées  | Le Gendarme se marie      |
| 2       | 6 novembre au 12 novembre 1968  | 1er  | 70 078  | 148 378 entrées | Le Gendarme se marie      |
| 3       | 13 novembre au 19 novembre 1968 | 1er  | 42 550  | 190 928 entrées | Le Gendarme se marie      |
| 4       | 20 novembre au 26 novembre 1968 | 3e   | 37 304  | 228 232 entrées | Cinq Cartes à abattre     |
| 5       | 27 novembre au 3 décembre 1968  | 3e   | 36 455  | 264 687 entrées | Cinq Cartes à abattre     |
| 6       | 4 décembre au 10 décembre 1968  | 3e   | 30 429  | 295 116 entrées | Shalako                   |
| 7       | 11 décembre au 17 décembre 1968 | 5e   | 25 170  | 320 286 entrées | Le Livre de la jungle     |
| 8       | 18 décembre au 24 décembre 1968 | 6e   | 30 010  | 350 296 entrées | Le Livre de la jungle     |
| 9       | 25 décembre au 31 décembre 1968 | 4e   | 54 310  | 404 606 entrées | Le Livre de la jungle     |
| 10      | 1er janvier au 7 janvier 1969   | 4e   | 43 490  | 448 096 entrées | Le Livre de la jungle     |
| 11      | 8 janvier au 14 janvier 1969    | 8e   | 24 074  | 472 170 entrées | Le Livre de la jungle     |
| 12      | 15 janvier au 21 janvier 1969   | 2e   | 35 964  | 508 134 entrées | Le Livre de la jungle     |
| 13      | 22 janvier au 28 janvier 1969   | 3e   | 27 455  | 535 589 entrées | Le Livre de la jungle     |
| 14      | 29 janvier au 4 février 1969    | 7e   | 22 043  | 557 632 entrées | La Piscine                |

| Semaine | Semaine                         | Rang | Entrées | Cumul             | Salles | no 1 du box-office hebdo. |
| ------- | ------------------------------- | ---- | ------- | ----------------- | ------ | ------------------------- |
| 1       | 30 octobre au 5 novembre 1968   | 5e   | 109 774 | 109 774 entrées   | 15     | Le Tatoué                 |
| 2       | 6 novembre au 12 novembre 1968  | 2e   | 162 967 | 272 741 entrées   | 28     | Le Tatoué                 |
| 3       | 13 novembre au 19 novembre 1968 | 3e   | 90 948  | 363 689 entrées   | 28     | Le Tatoué                 |
| 4       | 20 novembre au 26 novembre 1968 | 5e   | 75 361  | 439 050 entrées   | 30     | Le Tatoué                 |
| 5       | 27 novembre au 3 décembre 1968  | 8e   | 69 907  | 508 957 entrées   | 30     | La Prisonnière            |
| 6       | 4 décembre au 10 décembre 1968  | 4e   | 85 959  | 594 916 entrées   | 35     | La Prisonnière            |
| 7       | 11 décembre au 17 décembre 1968 | 2e   | 97 384  | 692 300 entrées   | 49     | Le Livre de la jungle     |
| 8       | 18 décembre au 24 décembre 1968 | 2e   | 470 773 | 1 163 073 entrées | 100    | Le Livre de la jungle     |
| 9       | 25 décembre au 31 décembre 1968 | 2e   | 682 171 | 1 845 244 entrées | 122    | Le Livre de la jungle     |
| 10      | 1er janvier au 7 janvier 1969   | 2e   | 459 025 | 2 304 269 entrées | 113    | Le Livre de la jungle     |
| 11      | 8 janvier au 14 janvier 1969    | 1er  | 291 027 | 2 595 296 entrées | 95     | Le Gendarme se marie      |
| 12      | 15 janvier au 21 janvier 1969   | 1er  | 288 185 | 2 883 481 entrées | 102    | Le Gendarme se marie      |
| 13      | 22 janvier au 28 janvier 1969   | 1er  | 226 541 | 3 110 022 entrées | 92     | Le Gendarme se marie      |
| 14      | 29 janvier au 4 février 1969    | 1er  | 199 670 | 3 309 692 entrées | 92     | Le Gendarme se marie      |
| 15      | 5 février au 11 février 1969    | 1er  | 172 033 | 3 481 725 entrées | 103    | Le Gendarme se marie      |
| 16      | 12 février au 18 février 1969   | 2e   | 158 301 | 3 640 026 entrées | 113    | Le Livre de la jungle     |
| 17      | 19 février au 25 février 1969   | 3e   | 174 732 | 3 814 758 entrées | 103    | Le Livre de la jungle     |
| 18      | 26 février au 4 mars 1969       | 2e   | 171 289 | 3 986 047 entrées | 110    | La Piscine                |
| 19      | 5 mars au 11 mars 1969          | 3e   | 116 884 | 4 102 931 entrées | 95     | La Piscine                |
| 20      | 12 mars au 18 mars 1969         | 4e   | 104 191 | 4 207 122 entrées | 97     | Le Cerveau                |
| 21      | 19 mars au 25 mars 1969         | 6e   | 80 459  | 4 287 581 entrées | 91     | Le Cerveau                |
| 22      | 26 mars au 1er avril 1969       | 10e  | 62 747  | 4 350 328 entrées | 86     | Le Cerveau                |
| 23      | 2 avril au 8 avril 1969         | 3e   | 107 808 | 4 458 136 entrées | 118    | Le Cerveau                |
| 24      | 9 avril au 15 avril 1969        | 7e   | 71 863  | 4 529 999 entrées | 106    | Le Cerveau                |
| 25      | 16 avril au 22 avril 1969       | 9e   | 59 124  | 4 589 123 entrées | 82     | Le Cerveau                |
| 26      | 23 avril au 29 avril 1969       | 6e   | 74 699  | 4 663 822 entrées | 89     | Le Cerveau                |
| 27      | 30 avril au 6 mai 1969          | 13e  | 42 047  | 4 705 869 entrées | 62     | Le Cerveau                |
| 28      | 7 mai au 13 mai 1969            | 22e  | 23 441  | 4 729 310 entrées | 56     | Le Cerveau                |
| 29      | 14 mai au 20 mai 1969           | 17e  | 30 778  | 4 760 088 entrées | 70     | Z                         |
| 30      | 21 mai au 27 mai 1969           | 12e  | 42 694  | 4 802 782 entrées | 83     | Z                         |

À la fin de son exploitation en salles sur plusieurs années, Le Gendarme se marie enregistre 6 828 626 entrées en France, dont 1 262 569 entrées à Paris,,. Il surpasse ainsi Le Gendarme à New York (1965). Louis de Funès martèle son écrasante domination sur le box-office français, déjà prouvée en début d'année par Le Petit Baigneur,. En outre, il renoue avec des résultats glorieux après la déception commerciale du Tatoué. Avec les recettes de ses « grosses machines », la SNC finance des œuvres d'auteur plus ambitieuses, telles celles de la Nouvelle Vague. Longtemps au sommet du box-office des films sortis en France en 1968, Le Gendarme se marie est, avec le recul, à la deuxième place derrière  Le Livre de la jungle, qui a depuis amassé quatorze millions d'entrées grâce à des ressorties régulières sur plusieurs décennies. Il s'agit du deuxième meilleur score de fréquentation d'un film du Gendarme, derrière Le Gendarme de Saint-Tropez (1964) et devant Le Gendarme et les Extraterrestres (1979).

### Sorties à l'étranger

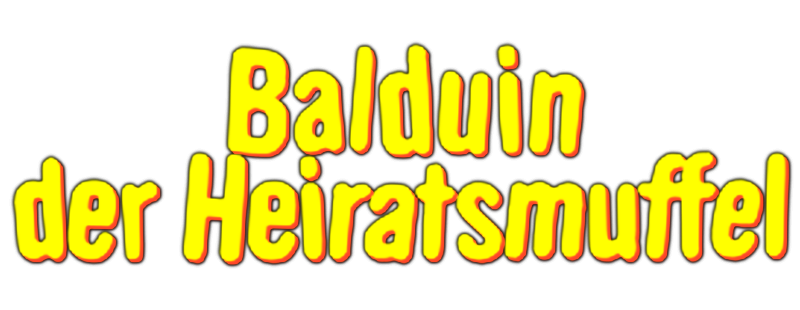
Le titre allemand du film.

Le Gendarme se marie sort aussi aux Pays-Bas le 19 décembre 1968 sous le titre De Gendarme op Vrijersvoeten, en Belgique le 20 février 1969 (à Bruges) titré en flamand De gendarme gaat trouwen, en Espagne le 13 mai 1969 nommé El gendarme se casa, en Suède le 21 mai 1969 sous le titre Moralens väktare gifter sig, en Finlande le 12 septembre 1969 intitulé Riemuhäät Rivieralla, en Hongrie le 25 décembre 1969 titré A csendőr nősül, au Danemark le 26 décembre 1969 nommé Hjælp - jeg skal giftes, en Allemagne de l'Ouest le 13 mars 1970 sous les titres Balduin, der Heiratsmuffel ou Der Gendarm heiratet puis Louis, der Schürzenjäger (dans la lignée des déroutantes habitudes des distributeurs allemands), en Turquie le 1er mars 1971 intitulé Cici damat et en Pologne en juillet 1971 nommé Żandarm się żeni.
Le film connaît également des sorties au Brésil (O Gendarme Se Casa), en Bulgarie (Полицаят се жени), au Canada (en français et en anglais), aux États-Unis, en Grèce (O χωροφύλακας παντρεύεται μια συνταγματαρχίνα), en Italie (Calma ragazze oggi mi sposo), en Norvège (Unnskyld, vi gifter oss), au Pérou, au Portugal (O Gendarme Casa-se, étonnamment interdit aux moins de douze ans), en Roumanie (Jandarmul se insoara), en Tchécoslovaquie (nommé Četník se Žení en tchèque et Žandár sa žení en slovaque), en Ukraine (Жандарм одружується), en Union soviétique (Жандарм женится), au Viêt Nam (Tình Yêu Điện Giật) et en Yougoslavie (Žandar se ženi en serbe). Les titres employés dans des pays anglophones sont The Gendarme Gets Married ou The Troops Get Married.
Exploité dans toute l'Europe, le film attire environ 100 000 spectateurs à Bruxelles et enregistre 1 713 934 entrées en Espagne. En Italie, pays coproducteur, alors que les deux précédents films n'avait pas trouvé de public, Le Gendarme se marie est cette fois-ci un succès avec 680 millions de lires de recettes, ce qui équivaut à environ 2 230 000 spectateurs, grâce à La Grande Vadrouille qui a popularisé Louis de Funès dans ce pays. En Allemagne de l'Ouest, le film rassemble 695 000 entrées en 1970 puis 99 626 supplémentaires à l'occasion d'une ressortie en 1981,. Le film totalise également 41,8 millions d'entrées en URSS,.

### Postérité
Le Gendarme se marie demeure le Gendarme préféré de Louis de Funès. D'autres suites sont réalisées. En 1970, le quatrième film, Le Gendarme en balade met la brigade de Saint-Tropez à la retraite, à nouveau un succès commercial,. Le personnage de Fougasse est au centre du récit, mettant ainsi Jean Lefebvre plus en avant. Après ce quatrième film empreint d'une certaine nostalgie et très autoréférentiel, Louis de Funès exprime son souhait d'arrêter la série. Il est ensuite victime d'un double infarctus en 1975, l'éloignant quelque temps du cinéma, et n'apparaît ensuite plus que dans un film par an. Souhaitant retrouver son Gendarme après des années d'absence, et conforté par les audiences des premiers films à la télévision, le comédien lance Le Gendarme et les Extraterrestres, sorti en 1979 et plébiscité par le public,,,. Jean Lefebvre est écarté de ce retour du Gendarme, tandis que Claude Gensac et Christian Marin ne peuvent pas participer au tournage à cause d'autres engagements . Un dernier film, Le Gendarme et les Gendarmettes, est réalisé en 1982, ultime apparition à l'écran de Louis de Funès et dernière œuvre du réalisateur Jean Girault (les deux meurent à quelques mois d'intervalle),.

### Exploitations ultérieures

Propriétaire du catalogue de la SNC, la chaîne M6 diffuse et édite en vidéo tous les films du Gendarme.

Les films du Gendarme de Saint-Tropez sont plébiscités par le public lors de leurs fréquentes diffusions à la télévision française. Le catalogue de la Société nouvelle de cinématographie, dont font partie Le Gendarme se marie et les cinq autres films, devient plus tard la propriété de la Compagnie Luxembourgeoise de Télédiffusion (CLT), détenteur de RTL, puis est acheté par le groupe M6 en 2005. Les films du Gendarme sont une importante source de revenus pour ce catalogue de films anciens, notamment à travers l'édition en vidéo.
La chaîne M6 a fait de la série un « standard » de la télévision française, avec une diffusion de l'ensemble des films tous les deux ans, le plus souvent au cours de l'été, avec un succès d'audience inaltérable malgré la récurrence de leurs passages à la télévision,. La plus ancienne trace d'une diffusion du Gendarme se marie à la télévision française date de 1981. La première diffusion recensée par l'Inathèque remonte au mardi 25 avril 1995 sur M6 à 20 h 50. Selon un rapport arrêté en 2015, Le Gendarme se marie a été au total diffusé dix-huit fois sur les chaînes nationales gratuites françaises.
En vidéo, Le Gendarme se marie sort d'abord individuellement en VHS en 1981, puis dans d'autres éditions en 1992 (en tant que no 12 de la collection « De Funès ») et en 1998, avant d'être inclus dans un coffret de la série en 1999. En 2002, le film paraît en DVD, séparément ou intégré à un coffret des six films,,. Le DVD du film constitue le no 6 de la collection « Irrésistible Louis de Funès » des éditions Atlas en 2004. Les droits de distribution passent ensuite de TF1 vidéo à M6, qui publie en 2005 un nouveau coffret,. Un coffret bénéficiant d'une remastérisation en haute définition, paraît en 2007. En 2010, le film sort pour la première fois en Blu-ray au sein d'un coffret, également disponible en DVD. Le troisième Gendarme est réédité séparément dans les deux supports en 2013,. En 2014, un coffret Blu-ray / DVD de luxe paraît à l'occasion des cinquante ans du premier film.

## Autour du film
- Louis de Funès se montra particulièrement inspiré pour ce troisième volet de la saga des Gendarmes, en inventant une quantité de gags dans ce film.
- Lors du repérage de « Fredo le Boucher » sur le marché, le gendarme Berlicot sort la fiche du bandit, mais c'est le nom véritable de Mario David qui apparait.

## Analyse
Le film fait explicitement référence au président de la République d'alors, Charles de Gaulle,. Aucun autre film funésien de son époque faste ne mentionne directement d'homme politique contemporain. Lorsque Josépha vient s'annoncer à l'adjudant Gerber à la brigade, elle cite nonchalamment plusieurs amis haut-placés de son défunt mari colonel de gendarmerie, une succession de personnages fictifs de plus en plus importants, jusqu'à arriver « au Général »,. Incrédule, Gerber ne comprend pas lequel, et Josépha répond « Charles, évidemment ». Quand il résume la conversation à Cruchot, Gerber n'ose même pas prononcer son nom et désigne le portrait officiel affiché dans les bureaux,. L'historien Mathieu Geagea se demande « si cette scène se trouvait dans le scénario original ou si elle a été rajoutée à la suite de la crise du mois de mai. Simple touche d'humour ou allusion politique indirecte aux récents évènements de façon à rappeler qu'en dépit du printemps atypique qui vient de s'écouler le chef de l'État reste toujours le général de Gaulle ». Déjà, Le Gendarme de Saint-Tropez semblait évoquer l'homme d'État durant le défilé final sur le port, quand Cruchot paradait dans son nouvel uniforme de général debout dans une décapotable,. En 1970, Le Gendarme en balade offre des références plus frontales à Mai 68 : la brigade nécessite un rajeunissement parce que « le monde est en pleine évolution » et le musée personnel de Cruchot expose un pavé avec un cartel indiquant « Origine contestée — mai 1968 »,.